# Финч (фильм)
«Финч» (англ. Finch) — американская научно-фантастическая драма Мигеля Сапочника, сценарий которой написали Крэйг Лак и Айвор Пауэлл. Главную роль в фильме исполняет Том Хэнкс. Фильм вышел 5 ноября 2021 года на потоковом сервисе Apple TV+.

## Сюжет
После вспышки на Солнце произошла глобальная катастрофа и большинство людей на Земле погибло. Изобретатель Финч выжил в подземном бункере в районе Сент-Луиса. Уровень ультрафиолета опасно высок, обычная температура днем около 70 °C и наружу можно выходить только в скафандрах. Финч получает электричество благодаря ветряку и находит пропитание в заброшенных супермаркетах. Будучи смертельно больным, на основе дополненных трех законов робототехники, он создаёт андроида. Главная задача робота — присмотреть за собакой Гудиир после его смерти. Судя по прогнозу погоды, грядет продолжительный шторм и Финч вынужден срочно покинуть убежище на заранее подготовленном фургоне, типа «дом на колесах». Финч решает отправиться в Калифорнию. Он не успел в полной мере обучить робота и тот ведет себя как подросток, не всегда адекватно.
Финч продолжает обучение робота и тот выбирает себе имя Джефф. Благодаря его физическим возможностям компания выживает после торнадо, но они едва не попадают в ловушку, оставленную другими выживающими людьми. Из-за инцидента они потеряли второго вспомогательного робота Дьюи. Цель путешественников — Сан-Франциско и мост Золотые ворота, место, куда Финч всегда мечтал попасть. Однако, не доехав нескольких часов, они останавливаются. Условия атмосферы улучшаются и Финч может выйти наружу без скафандра, подышать свежим воздухом. К вечеру он умирает и Джефф сжигает тело. В концовке, Джефф и Гудиир добираются до моста Золотые ворота и видят, что, возможно, неподалеку есть люди.

## В ролях
- Том Хэнкс — Финч, смертельно больной изобретатель и один из последних людей на Земле
- Калеб Лэндри Джонс — Джефф, робот, созданный Финчем
- Шеймус — Гудиир

## Создание
27 октября 2017 года было объявлено о том, что Том Хэнкс будет играть главную роль в постапокалиптическом фильме под названием BIOS о роботе, которого создаст болеющий персонаж Хэнкса для того, чтобы защитить жизнь его любимой собаки, когда он умрёт. Сценарий фильма напишут Крэйг Лак и Айвор Пауэлл, режиссировать его будет Мигель Сапочник, а Роберт Земекис и Кевин Мишер будут его продюсировать. Несколько крупных студий вели торги за права на фильм, начало создания которого ожидалось в начале 2018 года. Через несколько дней стало известно, что проект приобрела компания Amblin Entertainment, а компания Universal Pictures займётся его распространением. В январе 2019 года Калеб Лэндри Джонс присоединился к актёрскому составу фильма для исполнения motion-capture — роли робота, которого создаст Финч. В марте 2019 года Самира Уайли присоединилась к актёрскому составу фильма. В мае 2019 года к актёрскому составу фильма присоединились Скит Ульрих и Лора Харриер.
Производство фильма происходило в штате Нью-Мексико, включая города Альбукерке, Санта-Фе, Шипрок, Лос-Лунас, Сокорро и национальный парк Уайт-Сандс. Закончилось производство фильма в мае 2019 года.

## Премьера
В мае 2018 года выход фильма «Финч» (затем озаглавленного как BIOS) в кинотеатрах был намечен компанией Universal Pictures на 2 октября 2020 года. В июне 2020 года из-за пандемии COVID-19 кинотеатры закрылись по всему миру, и поэтому выход фильма был перенесён на 16 апреля 2021 года. В январе 2021 года премьера фильма была перенесена на 13 августа 2021 года, а в марте того же года выход фильма снова был перенесён на неделю позже — 20 августа.
В мае 2021 года фильм был переименован обратно в «Финч» и приобретён сервисом Apple TV+ для последующего выпуска 5 ноября 2021 года.

## Отзывы и оценки
Фильм получил сдержанно-положительные оценки критиков. По данным Rotten Tomatoes, 73 % обзоров на фильм были положительными. Сайт так обобщает мнения: «Может, „Финч“ и не самая запоминающаяся история про постапокалипсис, но Том Хэнкс остаётся поистине обаятельным спутником даже после крушения цивилизации».